# Sile Ungureanu
Sile Ungureanu (n. 1 ianuarie 1930, Poenari, județul Prahova, d. 2 august 1972, București) a fost un lăutar și acordeonist virtuoz român de etnie romă.

## Biografie
S-a născut la data de 1 ianuarie 1930 în comuna Poenari județul Prahova, fiul vioristului Apostol Ungureanu.
Din 1938 începe să învețe să cânte la acordeon, iar în 1940 devine membru al tarafului violonistului Petre „Tinosu” Nițescu, cu care cânta la petreceri și nunți în împrejurimi.
În 1950 devine solist al orchestrei Uzinelor 1 Mai din Ploiești, devenind și dirijorul acesteia în 1952, dar și dirijorul orchestrei Uzinelor Mecanice din Plopeni.
În 1954 este numit instructor cultural al Ansamblului Sindicatelor din Ploiești. Din perioada 1955 - 1957 datează primele înregistrări de la Radio.
În 1967 se stabilește în București și face numeroase înregistrări la casa de discuri Electrecord.
Este angajat apoi ca solist al orchestrei Ansamblului Artistic al Armatei. Ultimele sale înregistrări le realizează în 1970 pentru fonoteca Radiodifuziunii.

## Decesul
Moare la data de 2 august 1972 la București.

## Discografie
Discografia acordeonistului Sile Ungureanu cuprinde apariții (discuri vinil, benzi de magnetofon, CD-uri) ce prezintă înregistrări realizate în România. Înregistrările au fost realizate la casa de discuri Electrecord și la Societatea Română de Radiodifuziune.

### Discuri Electrecord
| An   | Număr de catalog                      | Format           | Piese | Acompaniament |
| ---- | ------------------------------------- | ---------------- | --- | --- |
| 1961 | EPC 269                               | vinil, EP, 17 cm | 1. Geamparalele 2. Breaza ca la Slănic 3. Sârba de la Dunăre 4. Brâul bătrânesc | orchestra Nicolae Băluță |
| 1964 | EPC 581                               | vinil, EP, 17 cm | 1. Sârba Ilenuței 2. Mândruța 3. Joc din Prahova 4. Cântecul mirelui 5. Alunișul ca la Băleni 6. Joc moldovenesc | orchestrele: Ionel Banu (1,5,6), Constantin Mirea (2-4) |
| 1967 | EPC 872                               | vinil, EP, 17 cm | 1. Cântec de pe vale 2. Sârba de la Brănești 3. Hora ploeștenilor 4. Hora de la Săliștoara 5. Sârba de la Măgureni | orchestra Nicolae Băluță |
| 1971 | EPC 10.216                            | vinil, EP, 17 cm | 1. Cântec de nuntă ca pe Prahova 2. Măi Ioane de pe vale 3. Breaza din Prahova 4. Horă 5. Sârba de la Săliștoara | orchestra Marin Cioacă |
| 2008 | EDC 852 Comori ale muzicii lăutărești | compact disc     | 1. Sârba de la Săliștioara 2. Geamparalele 3. Breaza ca la Slănic 4. Sârba de la Dunăre 5. Brâul bătrânesc 6. Sârba Ilenuței 7. Cântec ca pe vale 8. Sârba de la Brănești 9. Brâul de la Țintea 10. Geamparalele din Calafat 11. Mandruța 12. Breaza din Prahova 13. Brătuleasca 14. Cântecul mirelui 15. Joc de doi 16. Alunișul ca la Băleni 17. Joc din Prahova 18. Hora ploeștenilor 19. Joc moldovenesc 20. Brâul de la Fântânele 21. Sârba de la Măgureni 22. Hora de la Săliștioara 23. Cântec de nuntă ca pe Prahova 24. Mai, Ioane, de pe vale 25. Joc din Vălenii de Munte 26. Hora lui Boiță 27. Brâul de la Brănești 28. Sârba de la Gircov 29. Breaza ca-n Prahova | orchestrele: Marin Cioacă (1,23,24,26), Nicolae Baluță (2-5,7,8,21,22) O.M.P.R., dirijori : Ionel Banu (6,16,19), Victor Predescu (9,10,12,13), Constantin Mirea (11,14,17,27-29), Radu Voinescu (15,20,25) |